# Пален, Пётр Константинович
Пётр Константинович фон дер Пален (1859—1912) — действительный статский советник, камергер, дипломат.

## Биография
Родился в Санкт-Петербурге в семье действительного тайного советника графа Константина Ивановича фон дер Палена (1833—1912), Псковского губернатора (1864—1867) и министра юстиции (1867—1878), от брака с графиней Еленой Карловной Толь (1833—1910), дочь генерала от инфантерии графа К. Ф. Толя.
В 1880 окончил Императорское училище правоведения, по окончании 28.05.1880 утверждён в чине титулярного советника с причислением к Министерству юстиции. Служил младшим, затем старшим помощником секретаря 3-го департамента Сената, в 1882 пожалован в камер-юнкеры.
13.06.1884 переведён в Министерство иностранных дел с причислением к Департаменту личного состава и хозяйственных дел.
11.05.1885 состоял при посольстве в Австро-Венгрии сверх штата, с 29.09.1886 — 2-й секретарь этого посольства. 9.10.1886 пожалован в надворные советники, 6.04.1889 — в коллежские советники.
14.07.1893 назначен 1-м секретарём посольства в Берлине, 22.09.1893 награждён Командорским крестом австрийского ордена Франца-Иосифа. 23.02.1894 пожалован в статские советники. 2.04.1895 награждён орденом Св. Анны 2-й степени. 26.02.1896 получил серебряную медаль в память царствования Александра III на Александровской ленте.
14.02.1896 перемещён 1-м секретарём посольства в Лондоне. 13.04.1896 получил прусский орден Короны 2-й степени.
18.02.1897 назначен советником посольства в Берлине.
11.03.1898 уволен по состоянию здоровья с оставлением в ведомстве МИД.
В 1907 — чиновник особых поручений IV класса при министре. Награждён орденом Виктории командорского креста (Великобритания) и Франца-Иосифа большого креста (Австро-Венгрия).
В 1908—1912 — чрезвычайный посланник и полномочный министр в Нидерландах.
Владелец отцовского имения — 6 тысяч десятин земли в Курляндской губернии. Скончался на мызе Гросс-Ауц Курляндской губернии. Похоронен в Иецаве (бывший Гросс-Аутц).